# سرگئی سامسونوف
سرگئی سامسونوف (روسی: Серге́й Ви́кторович Самсо́нов؛ زادهٔ ۲۷ اکتبر ۱۹۷۸) بازیکن هاکی روی یخ اهل روسیه است.
از باشگاه‌هایی که در آن بازی کرده‌است می‌توان به مونترآل کانادینز، کارولینا هوریکانز، و ادمونتون اویلرز اشاره کرد.